# Reino Hallamaa
Reino Henrik Hallamaa (* 12. März 1899 in Tampere; † 11. August 1979 in Churriana) war ein finnischer Nachrichtenoffizier. Er gründete den finnischen Geheimdienst und war im Zweiten Weltkrieg dessen Chef, zuletzt im Rang eines Oberst. Nach dem Krieg lebte er unter dem Tarnnamen Ricardo Palma in Spanien.

## Leben
Geboren im Süden Finnlands als Sohn von Juha and Aino Hummelin, arbeitete er nach der Schulausbildung in Helsinki zunächst im Paketwesen für die finnische Eisenbahn. Im Jahr 1917 wurde er Telegrafist im Hauptbahnhof der finnischen Hauptstadt.

### Erster Weltkrieg
Nach der Unabhängigkeitserklärung Finnlands am 6. Dezember 1917 brach der Finnische Bürgerkrieg aus. Dabei handelte es sich um einen sozialistischen Umsturzversuch, bei dem im Süden Finnlands ein von der Arbeiterschaft, den „Roten“, geführter Staat errichtet wurde; der Nordteil des Landes jedoch von den Bürgerlichen, den „Weißen“, behauptet wurde. Deren Truppen wurden von Generalmajor Mannerheim angeführt. In der Stadt Seinäjoki schloss sich der junge Hallamaa den Weißen an und nahm in der Folge an diversen Kampfaktionen teil, unter anderem an der Schlacht um Tampere. Nach dem Sieg der Weißen am 5. Mai 1918 wurde Halamaa, inzwischen Korporal, zur Marine versetzt und diente dort als Funker. Kurz darauf wurde er zur Funküberwachung des Finnischen Meerbusens auf die Insel Gogland abkommandiert. Es gelang ihm, den Funkverkehr der sowjetischen Marine nicht nur abzuhören, sondern einen Teil der verschlüsselten Funksprüche sogar zu entziffern. Diese Erfolge weckten das Interesse seiner höheren Vorgesetzten und er wurde gebeten, über seine Arbeit zu berichten. Kurz darauf wurde er zum Feldwebel befördert und beauftragt, sein Wissen weiterzugeben. In den 1920er-Jahren gab er Vorlesungen für höhere Offiziere zum Thema Kryptografie und Kryptanalyse. Im Jahr 1925 wurde er zum Leutnant befördert. Zwei Jahre später, 1927, begann er ein Studium an der finnischen Verteidigungshochschule, nach dessen Abschluss er mit der Gründung einer finnischen Funkaufklärungsorganisation beauftragt wurde.
Auf diverse Auslandsreisen, unter anderem nach Deutschland, Italien, Österreich, Polen, die Schweiz und in die Tschechoslowakei, machte er sich kundig und besuchte deren Aufklärungsorganisationen. Einer seiner Lehrmeister wurde der österreichische Kryptologe Andreas Figl. Ab 1927 verfolgte der neu geschaffene finnische Funkgeheimdienst die Bewegungen und den verschlüsselten Funkverkehr der sowjetischen Baltischen Flotte. Erste Einbrüche in deren Verfahren gelangen 1934. Im Jahr 1937 verfasste Hallamaa seine Schrift Salakirjoitustaidon perusteet über die Grundlagen der Kryptografie, das das erste finnischsprachige Werk zu diesem Thema war und fortan als Ausbildungshandbuch in der finnischen Armee verwendet wurde. Halamaa war inzwischen (1929) zum Hauptmann befördert worden und wurde im Jahr 1939 zum Major ernannt.

### Zweiter Weltkrieg
Zu Beginn des Winterkriegs (1939–1940) arbeitete Reino Hallamaa als Chef des Geheimdienstes. Am 29. November 1939, einen Tag vor dem sowjetischen Angriff, fing seine Einheit einen Funkspruch ab und entzifferte ihn. Es handelte sich um den Angriffsbefehl für den nächsten Tag. Von nun an konnte er mit der weiteren erfolgreichen Arbeit seines Dienstes wesentlich zu den finnischen Kriegsanstrengungen beitragen.
Mit dem Angriff der deutschen Wehrmacht auf die Sowjetunion („Unternehmen Barbarossa“) am 22. Juni 1941 setzte Finnland seinen Krieg fort („Fortsetzungskrieg“). Hallamaa wurde zum Oberstleutnant ernannt und Kommandeur der Funkstelle des finnischen Hauptquartiers. Im Jahr 1944, weiterhin in dieser Funktion und inzwischen zum Oberst befördert, leitete er eine Organisation, deren Personalstärke von zunächst 75 auf über 1000 angewachsen war. Kurz vor Kriegsende organisierte er für den befürchteten Fall einer sowjetischen Besetzung seines Heimatlandes, die glücklicherweise ausblieb, die Evakuierung seiner Mitarbeiter nach Schweden: Deckname „Operation Stella Polaris“.

### Nach dem Krieg

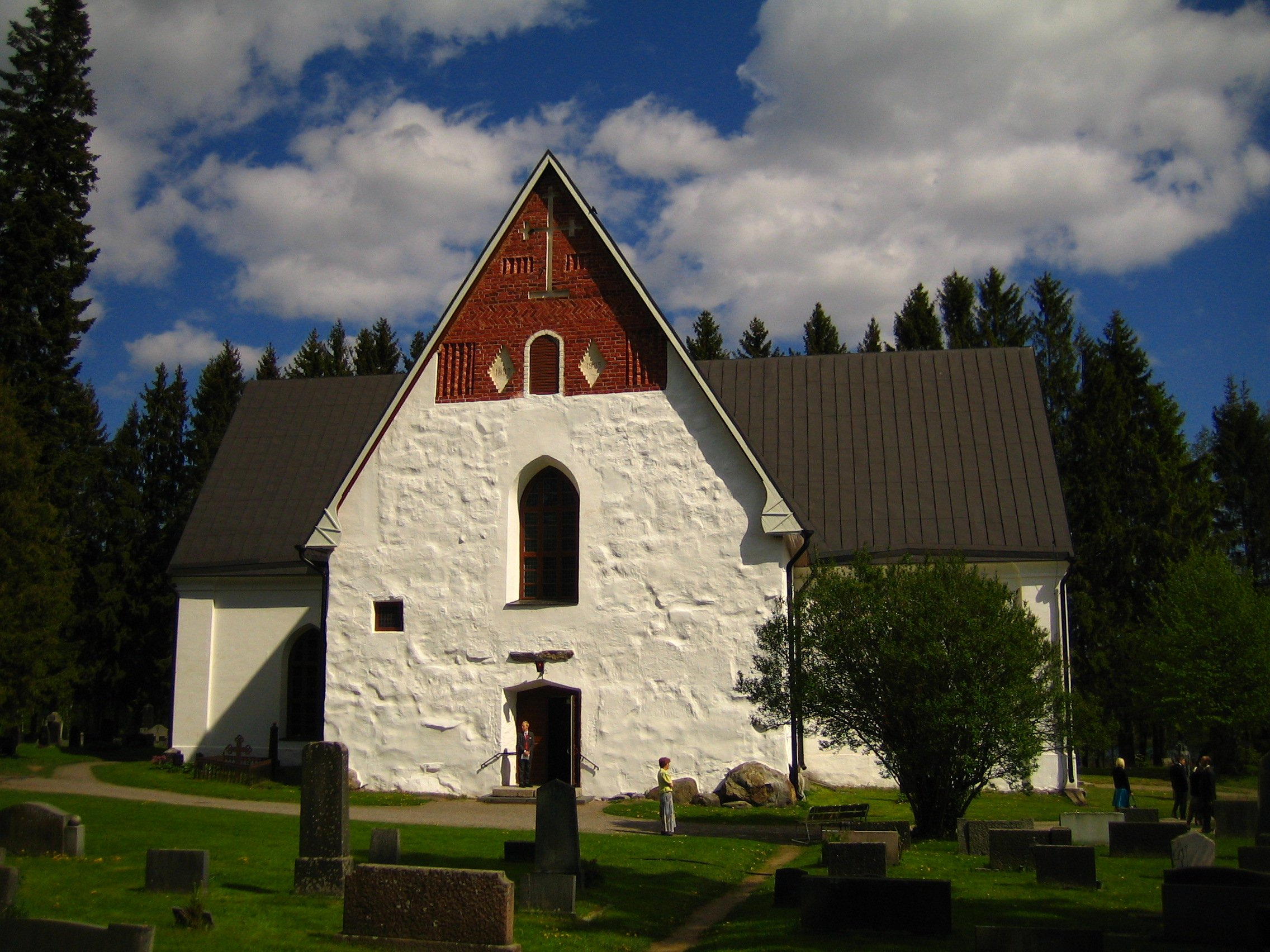
Die Kirche von Sysmä

Nach dem Krieg in Finnland, am 8. Februar 1945, verließ er sein Heimatland zusammen mit seiner Ehefrau Brita Streng Hallamaa (1914–2009), die er 1942 geheiratet hatte. Sie reisten über Schweden nach Frankreich, wo er kurz für den französischen Geheimdienst arbeitete, und zwar in der französischen Besatzungszone des besiegten Deutschlands. Als die Sowjetunion durch Außenminister Molotow Druck auf Frankreich ausübte, ihn auszuliefern, zog er nach Spanien, ließ sich 1947 an der Costa del Sol nieder und lebte dort fortan unter dem Tarnnamen Ricardo Palma. Zusammen mit seinem Sohn gründete er eine Baufirma, bevor er sich im Alter von 70 Jahren in den Ruhestand zurückzog. Er starb 1979 im Alter von 80 Jahren in Churriana, wo er auch bestattet wurde. Im Jahr 2013 wurde seine Asche in seine Heimat Südfinnland überführt. Die Urne wurde nahe Sysmä auf dem Friedhof von Otamo beigesetzt.

## Schriften (Auswahl)
- Salakirjoitustaidon perusteet, deutsch „Die Grundlagen der Kryptographie“, 1937.